# Амиши в Мэриленде
Амиши в Мэриленде составляют небольшую, но устойчивую общину. В истории Мэриленда было четыре общины амишей, три из которых существуют в настоящее время. Три общины амишей в Мэриленде расположены в Западном Мэриленде, Южном Мэриленде и на Восточном побережье. Исторически община  существовала в сельской местности округа Балтимор, но исчезла к 1950-м годам. Все общины амишей в Мэриленде населены потомками амишей-мигрантов из Пенсильвании. В 2018 году в Мэриленде проживало около 1575 амишей.

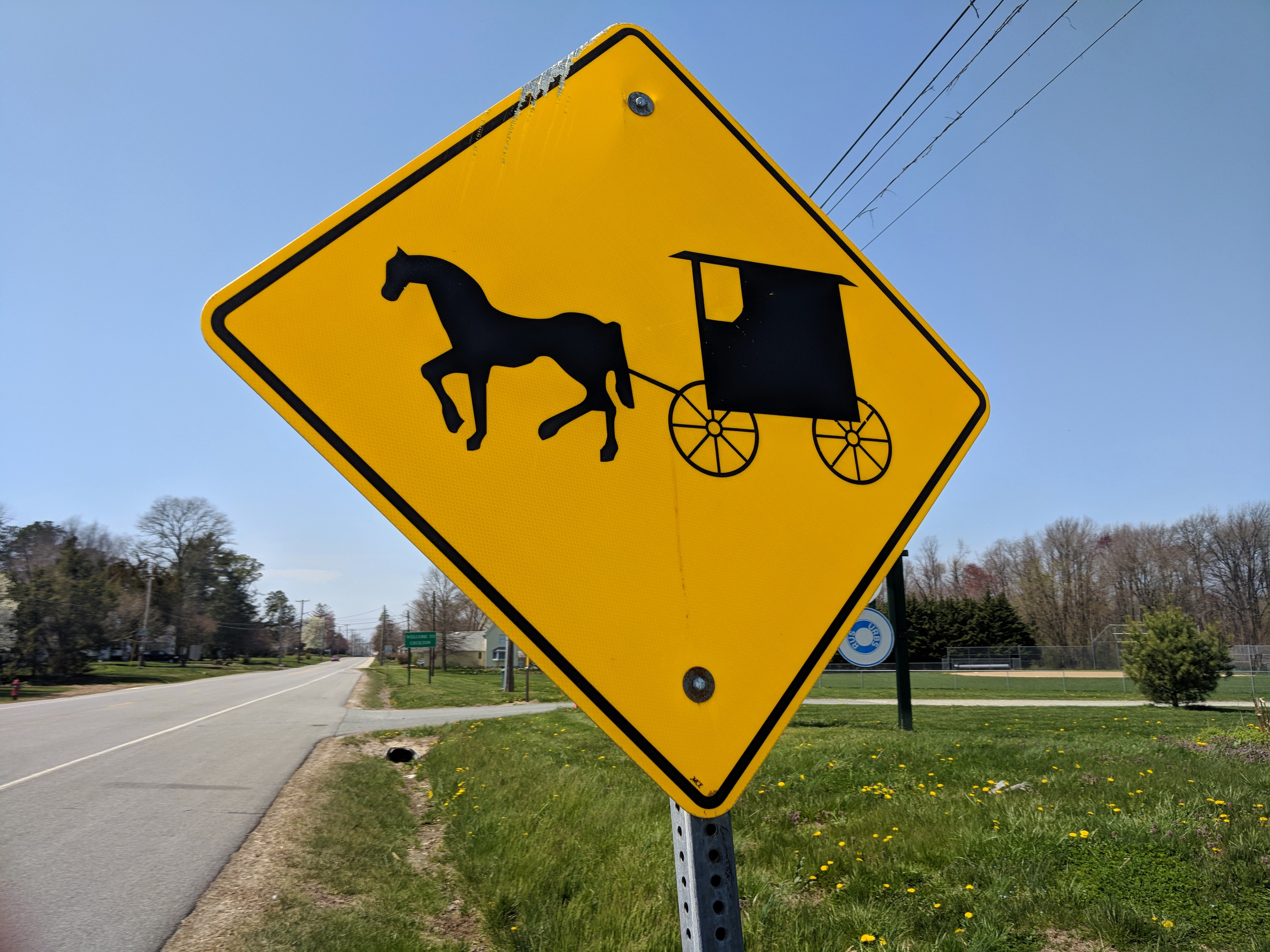
Предупреждающие знаки для лошадей и колясок амишей в Сесилтоне. Апрель 2018 года

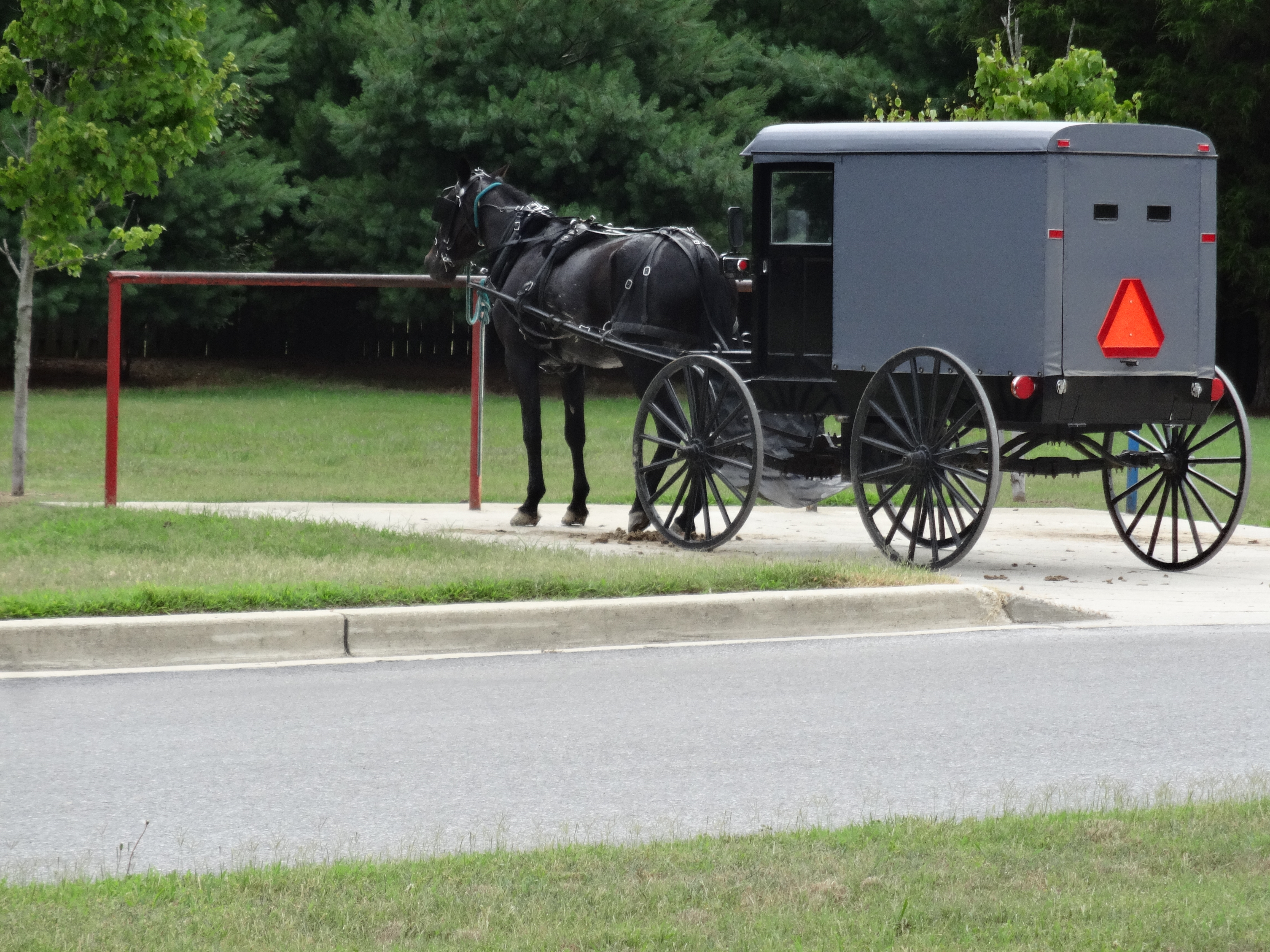
Стоянка для лошадей и колясок амишей в County First Bank, Механиксвилл. Июль 2015

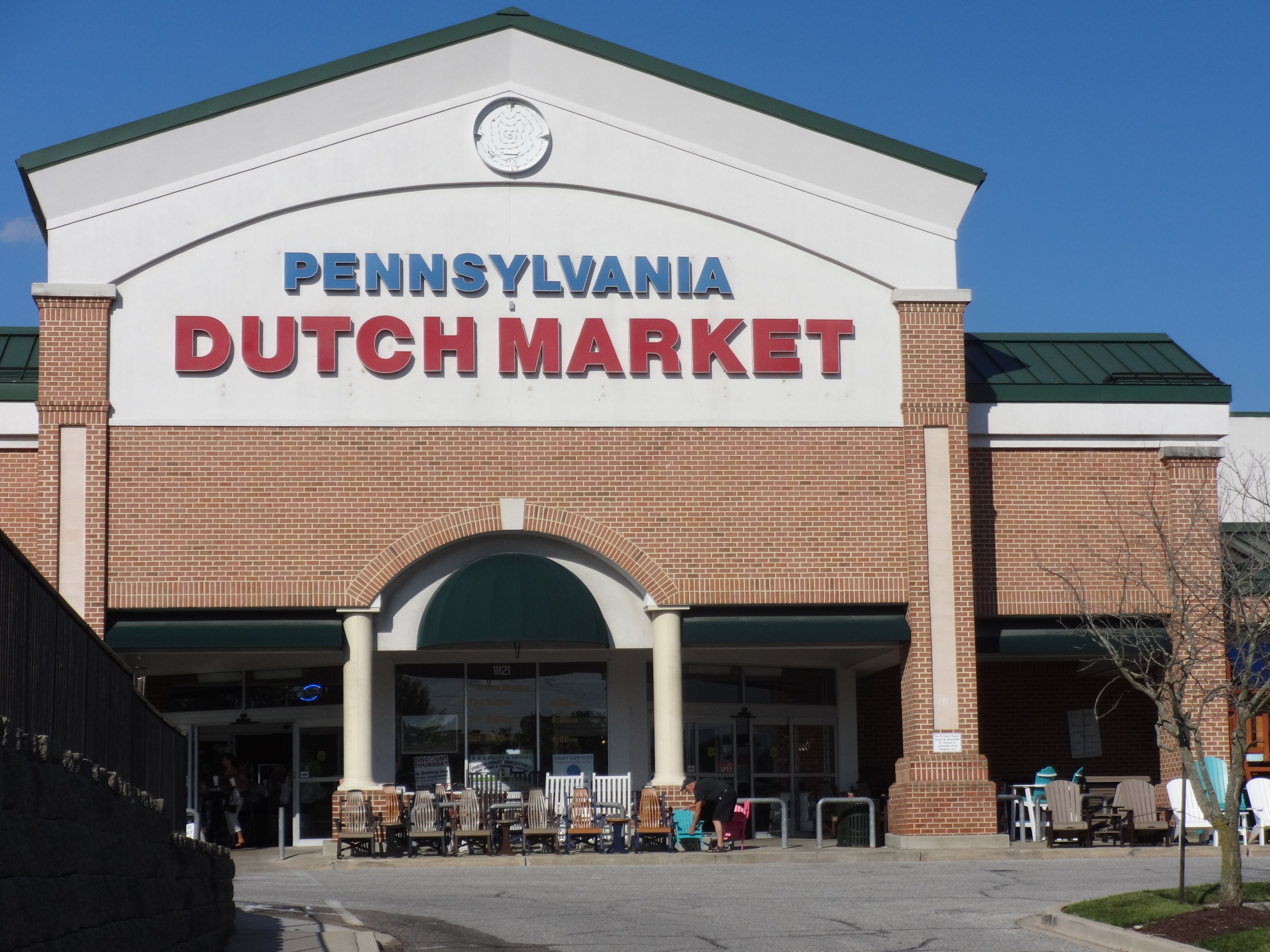

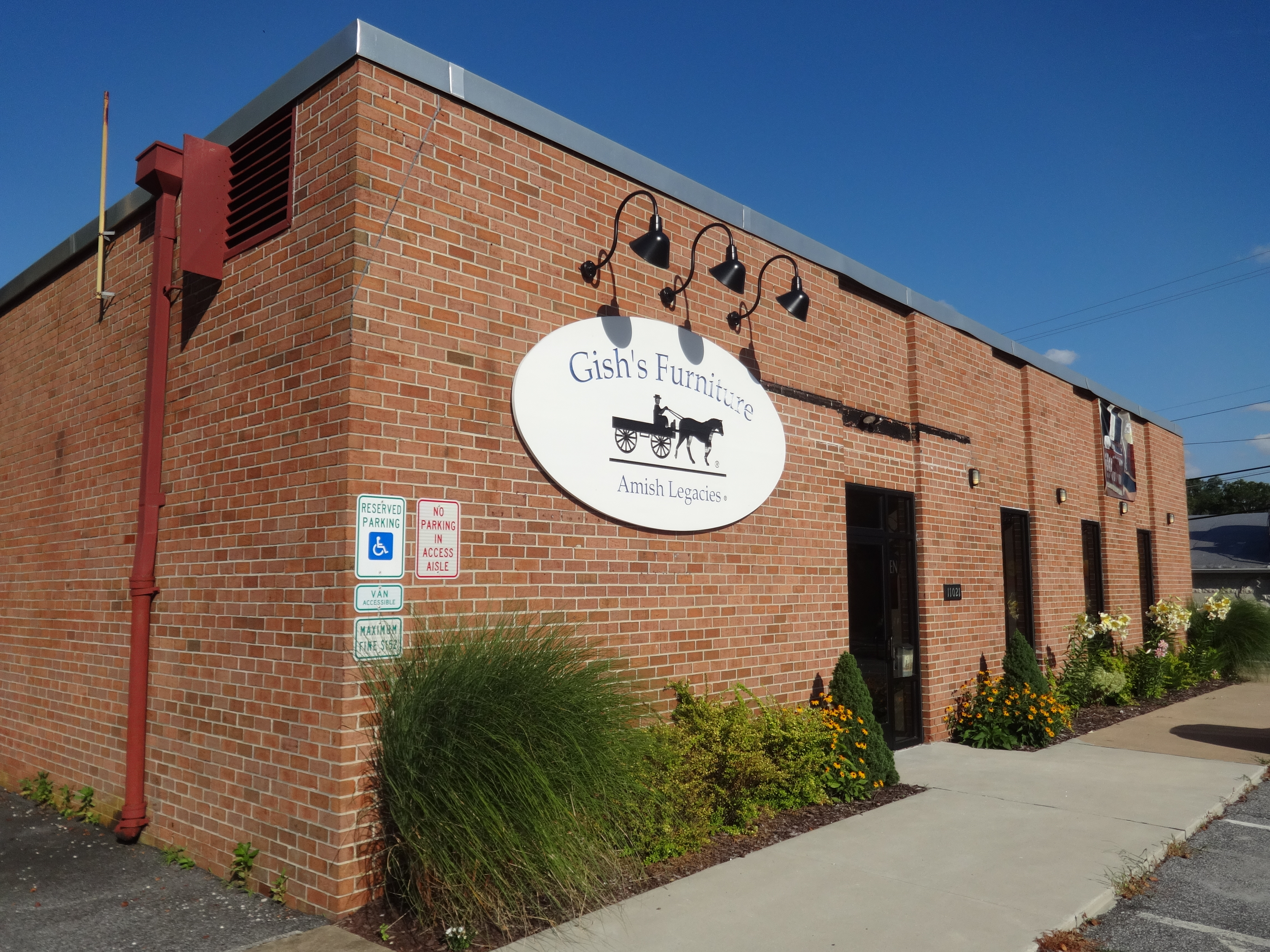
Gish's Furniture Amish Legacies, магазин в Кокейсвилле, где продается мебель, изготовленная амишами. Июль 2015

## Сообщества амишей

### Восточный берег
В городе Сесилтон на восточном побережье Мэриленда проживает небольшая община амишей, основанная в 1999 году. Семьи амишей переехали в этот район из округа Ланкастер, штат Пенсильвания из-за растущих цен и сокращения количества сельскохозяйственных угодий.

### Южный Мэриленд
В общинах Механиксвилл и Шарлотт-Холл в Южном Мэриленде проживает самая большая община амишей в Мэриленде. Община хорошо известна своим сельским хозяйством и большим блошиным рынком. Община амишей в районе Механиксвилл/Шарлотт-Холл состоит из 8 церковных округов и насчитывает около 1000 человек. Амиши впервые появились в этом районе в 1939—1940 годах после того, как некоторые члены общины амишей в округе Ланкастер, штат Пенсильвания, покинули её из-за конфликта со школой. Амиши в округе Сент-Мэри содержат молочные фермы и занимаются сельским хозяйством, а также ведут небольшой бизнес. В районе Механиксвилля также есть община меннонитов старого порядка. В последние годы растущая застройка угрожает общине амишей.

### Западный Мэриленд
В городе Окленд в Западном Мэриленде проживает община амишей, состоящая из церковного округа, в котором насчитывается около 70 домов. Община амишей была основана в 1850 году и является старейшей общиной амишей в Мэриленде. Община стала ассоциироваться с амишами Нового порядка, в домах которых разрешено использовать электричество. В общине амишей в Окленде есть небольшое количество обращённых амишей, известных как «искатели», что является редкостью в мире амишей. В Соединённых Штатах насчитывается от 150 до 200 новообращённых амишей из примерно 200 000 человек. В округе Ланкастер, штат Пенсильвания, у амишей не было ни одного успешного новообращённого за последние 100 лет.

### Историческое сообщество в Лонг Грине
В некорпоративном сообществе Лонг-Грин в округе Балтимор когда-то проживала небольшая община амишей. Община амишей в Лонг-Грин была основана в 1833 году и просуществовала 120 лет, прежде чем исчезла в 1950-х годах. Община была основана амишами из округа Ланкастер, штат Пенсильвания, но мало кто из переселенцев переехал в этот район, потому что в то время Мэриленд был рабовладельческим штатом. Немногие амиши пересекали линию Мэйсона — Диксона из-за того, что амиши выступали против рабства. В 1899 году был построен молитвенный дом амишей, но община так и не разрослась. Со временем община уменьшилась в размерах, и последний амиш умер в 1953 году.